# Liste von Vulkanen in Neuseeland
Dies ist eine Liste von Vulkanen in Neuseeland, die während des Quartärs mindestens einmal aktiv waren.
| Bild | Name                              | Insel                           | Inselgruppe/Region     | Vulkantyp         | Letzte Eruption          | Höhe [m] | Geokoordinaten                |
| ---- | --------------------------------- | ------------------------------- | ---------------------- | ----------------- | ------------------------ | -------- | ----------------------------- |
|      |                                   |                                 | Antipoden-Inseln       | Aschenkegel       | unbekannt                | 402      | 49° 41′ 00″ S, 178° 46′ 00″ O |
|      | Auckland Volcanic Field           | Nordinsel, Rangitoto            | Auckland (Region)      | Vulkanfeld        | ca. 1350                 | 260      | 36° 54′ 00″ S, 174° 52′ 00″ O |
|      | Brothers                          |                                 | Kermadecinseln         | Submariner Vulkan | unbekannt                | -1350    | 34° 52′ 29″ S, 179° 04′ 31″ O |
|      | Clark                             |                                 | Kermadecinseln         | Submariner Vulkan | unbekannt                | -860     | 36° 26′ 47″ S, 177° 50′ 20″ O |
|      |                                   | Curtis Island                   | Kermadecinseln         | Submariner Vulkan | unbekannt                | 137      | 30° 32′ 32″ S, 178° 33′ 39″ W |
|      | Giggenbach                        |                                 | Kermadecinseln         | Submariner Vulkan | unbekannt                | -65      | 30° 02′ 09″ S, 178° 42′ 45″ W |
|      | Healy                             |                                 | Kermadecinseln         | Submariner Vulkan | 1360 ± 75 Jahre          | -980     | 35° 00′ 13″ S, 178° 58′ 21″ O |
|      | Kaikohe-Bay of Islands-Vulkanfeld | Nordinsel                       | Northland              | Vulkanfeld        | 400 n. Chr. ± 300 Jahre  | 388      | 35° 18′ 00″ S, 173° 54′ 00″ O |
|      |                                   | Macauley Island                 | Kermadecinseln         | Caldera           | 4360 v. Chr. ± 200 Jahre | 238      | 30° 12′ 00″ S, 178° 28′ 00″ W |
|      | Maroa                             | Nordinsel                       | Waikato (Region)       | Calderen          | ca. 180 n. Chr.          | 1156     | 38° 25′ 00″ S, 176° 05′ 00″ O |
|      |                                   | Mayor Island / Tūhua            | Bay of Plenty (Region) | Schildvulkan      | 5060 v. Chr. ± 200 Jahre | 355      | 37° 17′ 00″ S, 176° 15′ 00″ O |
|      | Monowai                           |                                 | Kermadecinseln         | Submariner Vulkan | 2008                     | -132     | 25° 53′ 15″ S, 177° 11′ 17″ W |
|      | Mount Tarawera                    | Nordinsel                       | Bay of Plenty (Region) | Vulkanfeld        | 1981                     | 1111     | 38° 07′ 00″ S, 176° 30′ 00″ O |
|      |                                   | Raoul Island                    | Kermadecinseln         | Schichtvulkan     | 2006                     | 516      | 29° 16′ 00″ S, 177° 55′ 00″ W |
|      | Reporoa-Caldera                   | Nordinsel                       | Bay of Plenty (Region) | Caldera           | ca. 1180                 | 592      | 38° 25′ 00″ S, 176° 20′ 00″ O |
|      | Rotorua                           | Nordinsel                       | Bay of Plenty (Region) | Caldera           | <25000 BP                | 757      | 38° 05′ 00″ S, 176° 16′ 00″ O |
|      | Ruapehu                           | Nordinsel                       | Manawatu-Wanganui      | Schichtvulkan     | 2007                     | 2797     | 39° 17′ 00″ S, 175° 34′ 00″ O |
|      | Rumble II West                    |                                 | Kermadecinseln         | Submariner Vulkan | unbekannt                | -1200    | 35° 21′ 12″ S, 178° 31′ 36″ O |
|      | Rumble III                        |                                 | Kermadecinseln         | Submariner Vulkan | 2008 ± 1 Jahr            | -220     | 35° 44′ 42″ S, 178° 28′ 42″ O |
|      | Rumble IV                         |                                 | Kermadecinseln         | Submariner Vulkan | unbekannt                | -500     | 36° 08′ 00″ S, 178° 03′ 00″ O |
|      | Rumble V                          |                                 | Kermadecinseln         | Submariner Vulkan | unbekannt                | -400     | 36° 08′ 30″ S, 178° 11′ 45″ O |
|      | Tangaroa                          |                                 | Kermadecinseln         | Submariner Vulkan | unbekannt                | -600     | 36° 19′ 15″ S, 178° 01′ 42″ O |
|      | Mount Taranaki (Mount Egmont)     | Nordinsel                       | Taranaki               | Schichtvulkan     | 1854                     | 2518     | 39° 18′ 00″ S, 174° 04′ 00″ O |
|      | Taupō                             | Nordinsel                       | Waikato (Region)       | Caldera           | ca. 260 n. Chr.          | 760      | 38° 49′ 00″ S, 176° 00′ 00″ O |
|      | Tongariro, Ngauruhoe              | Nordinsel                       | Manawatu-Wanganui      | Schichtvulkane    | 2012                     | 2291     | 39° 09′ 30″ S, 175° 38′ 00″ O |
|      | Volcano W                         |                                 | Kermadecinseln         | Submarine Vulkane | unbekannt                | -900     | 31° 51′ 00″ S, 179° 11′ 00″ W |
|      |                                   | Moutohora Island (Whale Island) | Bay of Plenty (Region) |                   | >9000 BP                 | 354      | 37° 51′ 30″ S, 176° 59′ 00″ O |
|      | Whangarei-Vulkanfeld              | Nordinsel                       | Northland              | Vulkanfeld        | unbekannt                | 397      | 35° 45′ 00″ S, 174° 16′ 00″ O |
|      |                                   | Whakaari / White Island         | Bay of Plenty (Region) | Schichtvulkane    | 2019                     | 321      | 37° 31′ 00″ S, 177° 11′ 00″ O |